# Dân ngoại
Dân ngoại (từ tiếng Latin gentilis, trong tiếng Pháp gentil, giới nữ: gentille, nghĩa là của hoặc thuộc về một gia tộc hoặc một bộ lạc) là một danh từ để chỉ những người mà không phải là người Do Thái hay người phi Do Thái.
Thuật ngữ này được sử dụng bởi các dịch giả kinh thánh tiếng Anh cho danh từ tiếng Hebrew là גוי (goy) và נכרי (nokhri) trong Kinh thánh Hebrew và từ Hy Lạp ἔθνη (éthnē) trong kinh Tân Ước. Thuật ngữ "người dân ngoại" được bắt nguồn từ tiếng Latinh, được sử dụng cho các bản dịch theo ngữ cảnh, chứ không phải từ gốc Do Thái hoặc từ gốc Hy Lạp đến từ Kinh thánh. Nguồn gốc của từ goy và ethnos đề cập đến "nhân dân" hoặc "các dân tộc" và được áp dụng cho cả người Israel và những người không phải là người Israel trong Kinh thánh.
Kinh thánh Torah của người Do Thái nhiệt liệt thể hiện sự không khoan dung với các dân tộc ngoại, cáo buộc người dân ngoại thực hành "thần tượng" và những điều khác mà người Do Thái coi là vô đạo đức; Thánh kinh Torah yêu cầu người Hebrew tham gia diệt chủng và tiêu diệt hoặc trục xuất người Canaan (còn được biến đến là người Phoenicia) không thương tiếc (Đệ Nhị Luật 6, 20) và cấm kỵ người Hebrew kết hôn với họ hoặc áp dụng phong tục của họ. Thánh kinh Torah còn cáo buộc chủ nghĩa man rợ của bọn dân ngoại sẽ đầu độc và làm ô nhiễm người Hebrew.

## Kinh thánh Thiên Chúa giáo

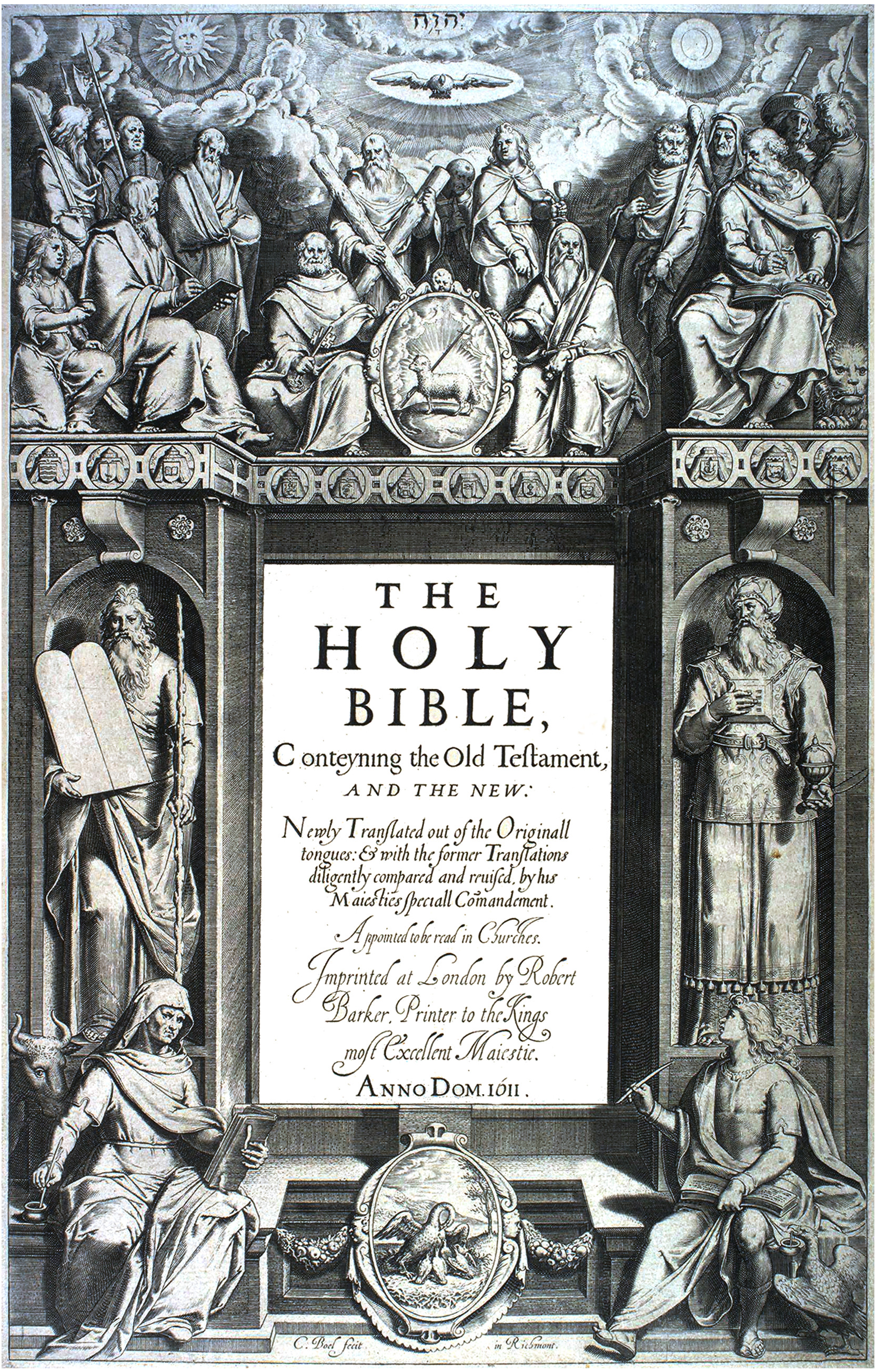
Kinh thánh Vua James

Trong cuốn Kinh thánh phiên bản Vua James, "dân ngoại" chỉ là một trong vài từ được sử dụng để dịch từ goy hoặc goyim. Danh từ đó được dịch thành từ "dân tộc" 374 lần, "người ngoại đạo" 143 lần, "dân ngoại" 30 lần, "dân chúng" 11 lần. Một số câu trong kinh thư, như trong sách Sáng Thế ký 12:2 ("Ta sẽ làm cho con thành một dân tộc vĩ đại") và Sáng thế ký 25:23 ("Hai dân tộc trong lòng con") nói đến dân tộc Israel hay con cháu hậu duệ dòng dõi Abraham. Các câu khác trong Thánh kinh, chẳng hạn như Isaiah 2:4 và Phục truyền Luật lệ Ký 11:23 là những dẫn chứng nói chung cho bất kỳ dân tộc nào. Thông thường, Thánh kinh phiên bản Vua James thì hạn chế dịch từ sang "dân ngoại" khi văn bản đặc biệt đề cập đến những người không phải là người Do Thái hay những người phi Do Thái. Ví dụ, việc sử dụng duy nhất của từ "dân ngoại" trong sách Sáng thế ký là trong chương 10, câu 5, đề cập đến nhân dân thế giới là các con cháu của Japheth: "Đó là những hòn đảo của những dân ngoại chia rẽ ra trong lãnh thổ của họ, tùy theo ngôn ngữ của họ, tùy theo họ hàng của họ, trong các dân tộc của họ."
Trong Tân Ước, chữ Hy Lạp ethnos được dùng cho dân chúng hoặc các dân tộc nói chung và thường được dịch theo chữ "dân chúng", như trong Giăng 11:50. ("Cũng không nên cho rằng điều đó là hợp lý đối với chúng ta, rằng một người nên chết cho dân chúng, và cả dân tộc không bị diệt vong.") Trong một số trường hợp, bản dịch "người dân ngoại" được sử dụng trong Ma-thi-ơ 10:5-6 để nói tới những người không phải là người Israel:
Đức Chúa Jesus sai mười hai đệ tử ra đi và dặn rằng đừng đi đến chỗ các dân ngoại, cũng đừng vào thành nào của người Sa-ma-ri, nhưng thà đi đến chỗ của những con chiên lạc lối của vương triều nhà Israel.
(Tiếng Anh) These twelve Jesus sent forth, and commanded them, saying, Go not into the way of the Gentiles, and into any city of the Samaritans enter ye not:But go rather to the lost sheep of the house of Israel.

Nói chung thì danh từ dân ngoại được sử dụng 123 lần trong Kinh thánh phiên bản Vua James, và 168 lần trong Kinh thánh phiên bản New Revised Standard.

## Thiên Chúa giáo

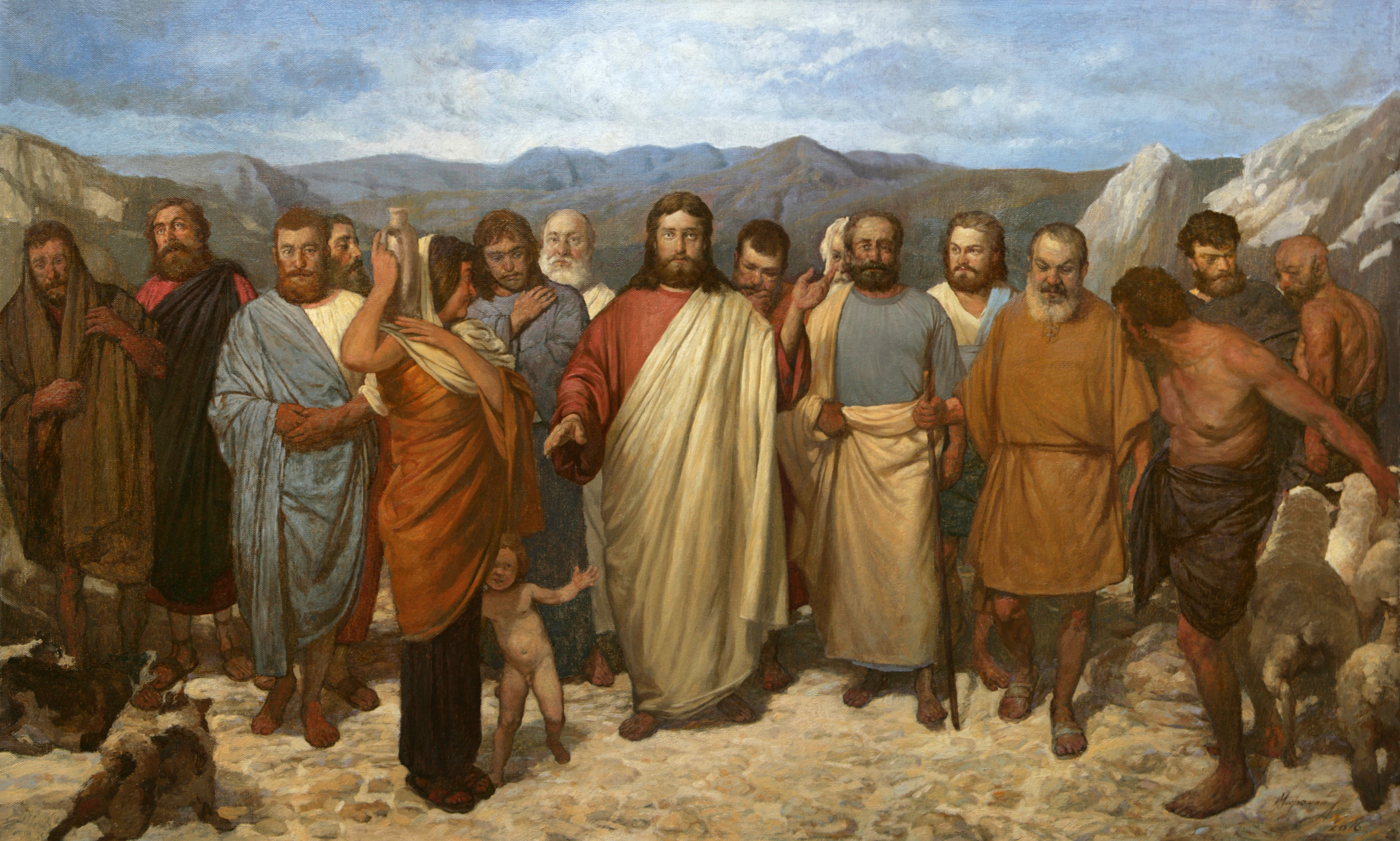
Đức Chúa Jesus và các đệ tử của Ngài

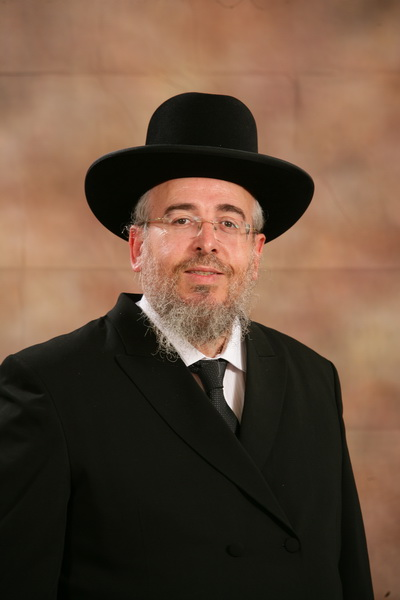
Theo Kabbalah thì linh hồn người Do Thái chứa cả ba linh khí là Nefesh נפש Ruach רוח và Neshamah נשמה

Danh từ Hy Lạp ethnos được dịch là "dân ngoại" vào thời điểm sơ khai nguyên thủy của Kitô giáo nói về những người không phải là người Israel hay người phi Israel. Chính Chúa Jesus trong Phúc Âm Ma-thi-ơ cấm các đệ tử của Ngài không được giảng dạy cho các dân ngoại trong đoạn Matthew 10:6-7:
Mười hai đệ tử trước khi ra đi đã được Chúa Jesus dặn rằng, Đừng đi đến chỗ các dân ngoại, cũng đừng vào thành nào của người Sa-ma-ri, nhưng thà đi đến chỗ của những con chiên lạc lối của vương triều nhà Israel. 
(Tiếng Anh) These twelve Jesus sent forth, and commanded them, saying, Go not into the way of the Gentiles, and into any city of the Samaritans enter ye not:But go rather to the lost sheep of the house of Israel.

Trong một vài thế kỷ, một số Kitô hữu đã dùng từ "dân ngoại" để nói đến những người không phải là Cơ đốc nhân. Danh từ "dân ngoại" thay thế cho danh từ người ngoại giáo vì danh từ người ngoại giáo được cho là ít thanh lịch.

## Trong Kabbalah
Một số văn bản tài liệu Kabbalah đề xuất sự phân biệt chủng tộc giữa linh hồn dân ngoại và linh hồn người Do Thái. Những bài viết này mô tả ba cấp độ của linh khí bao gồm các yếu tố và những phẩm chất của tâm hồn:
1. Nefesh (נפש): linh khí phần hạ đẳng, hoặc "phần thú vật" của linh hồn. Linh khí này liên quan đến bản năng và ham muốn của cơ thể. Phần này của linh hồn được cung cấp khi sinh ra đời.
2. Ruach (רוח): linh khí phần trung đẳng, "tinh thần". Linh khí này chứa đựng các nhân đức luân lý và khả năng phân biệt giữa thiện và ác.
3. Neshamah (נשמה): linh khí phần thượng đẳng, hay "siêu linh hồn". Điều này ngăn cách con người khỏi tất cả các dạng sống khác. Linh khí này liên quan đến trí tuệ và cho phép con người hưởng thụ và nhận được nhiều lợi lộc từ thế giới bên kia. Nó cho phép người ta có một số nhận thức về sự tồn tại và sự hiện diện của Thiên Chúa.
Theo những văn bản tài liệu Kabbalah của người Do Thái, thì một linh hồn của người Do Thái có chứa đựng cả ba phần linh khí, trong khi đó thì một linh hồn của người dân ngoại chỉ có chứa duy nhất linh khí hạ đẳng Nefesh נפש.

## Hồi giáo

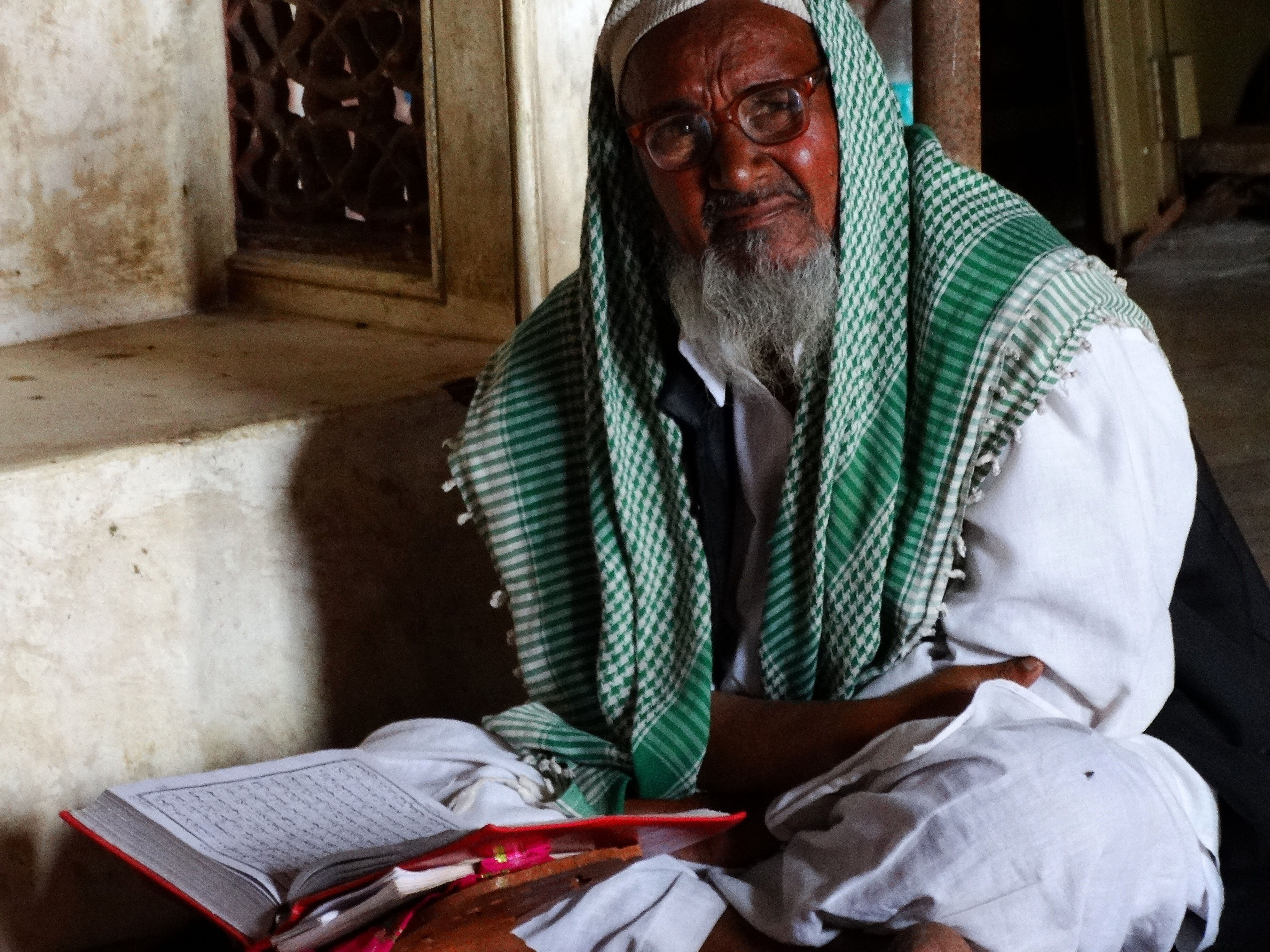
Ông cụ người Hồi Giáo đọc kinh Qur'an

Một số bản dịch của Kinh Qur'an, như bản dịch nổi tiếng của Muhammad Marmaduke Pickthall, đã sử dụng từ dân ngoại gentiles trong một số trường hợp của bản dịch từ tiếng Ả Rập "Al-ummīyīn (الأميين)". Ví dụ, trong câu sau đây:
Among the People of the Scripture there is he who, if thou trust him with a weight of treasure, will return it to thee. And among them there is he who, if thou trust him with a piece of gold, will not return it to thee unless thou keep standing over him. That is because they say: We have no duty to the Gentiles. They speak a lie concerning Allah knowingly. - Quran 3:75

## Sử dụng trong thời hiện đại
Danh từ "dân ngoại" cũng xuất hiện trong các ngữ cảnh mang thái độ thù địch "chống dân ngoại" hay chủ nghĩa bài dân ngoại của người Do Thái đối với những người không phải là người Do Thái hay những người phi Do Thái.

## Liên kết ngoại
- Jewish Encyclopedia: Gentile
- Catholic Encyclopedia: Gentiles